# Josef Niklas
Josef Niklas (11. března 1817 Volyně – 9. října nebo 10. října 1877 Praha-Nové Město) byl český architekt a stavitel období historismu, a pedagog.

## Život a činnost
Základní vzdělání získal v Českém Krumlově, odkud pak přešel na pražský Polytechnický ústav. Po jeho absolvování v roce 1836 pracoval určitou dobu u pražského architekta a stavitele Jana Jindřicha Frenzla.
V roce 1845 podnikl studijní cestu do Německa, Francie a Itálie. Po návratu do Prahy se oženil s Magdalénou Havlovou (1829–1908), s níž měl tři děti. Působil nejprve jako jako tvůrce technických výkresů, dále jako stavitel a architekt.
Věnoval se i pedagogické činnosti: roku 1849 se stal asistentem Bernharda Gruebera na pražské technice, v roce 1850 byl učitelem kreslení na české reálce a od roku 1864 zkušebním komisařem pro civilní měřiče a profesorem pražské techniky v oboru pozemního stavitelství. V letech 1873–1874 na této škole zastával funkci rektora.
Jeho žákem byl například Jan Koula. V letech 1871–1873 byl jeho asistentem na České technice v Praze Antonín Wiehl, vůdčí osobnost české neorenesance, po něm ji vykonával Rudolf Tereba až do školního roku 1876–1877.
Zemřel roku 1877 v Praze. Pohřben byl na Olšanských hřbitovech.

## Dílo
- Divadlo Pštroska, dřevěná konstrukce, otevřeno 1849; 1869 zbořeno[8]
- Dům továrníka Richarda, rytíře Dotzauera v novogotickém stylu, v Hybernské ulici čp. 1009/II v Praze, 1854 (zbořeno)
- Novoměstské divadlo (též divadlo Před Koňskou branou), 1858 [4] (zbořeno)
- Zámek Jetřichovice, 1859[4][9]
- Usedlost Hadovka, 1859[10]
- Zámek v obci Dub, 1860[4]
- Interiéry Španělské synagogy, 1868 [11]
- Zámek ve Skřivanech, 1868 [4]
- radnice Netolice, 1869 [12]
- Německé divadlo v Plzni, 1869 (zbořeno 1977)[13]
- Aréna Na hradbách, 1869 (zbořeno)[14]
- Nové proboštství vyšehradské, 1874 [4][15]
- Kanovnická rezidence na Vyšehradě, 1874[8]
- Hlavní oltář pro kostel v Hořepníku [4]
- Postranní oltář pro kostel v Třeboradicích [4]
- bronzové lustry v sále Paláce Žofín[4]

## Spisy
- NIKLAS, Josef; ŠANDA, František. Slohy stavitelské od nejstarších dob až na dobu nynější. Praha: I. L. Kober, 1865. Dostupné online.

## Galerie

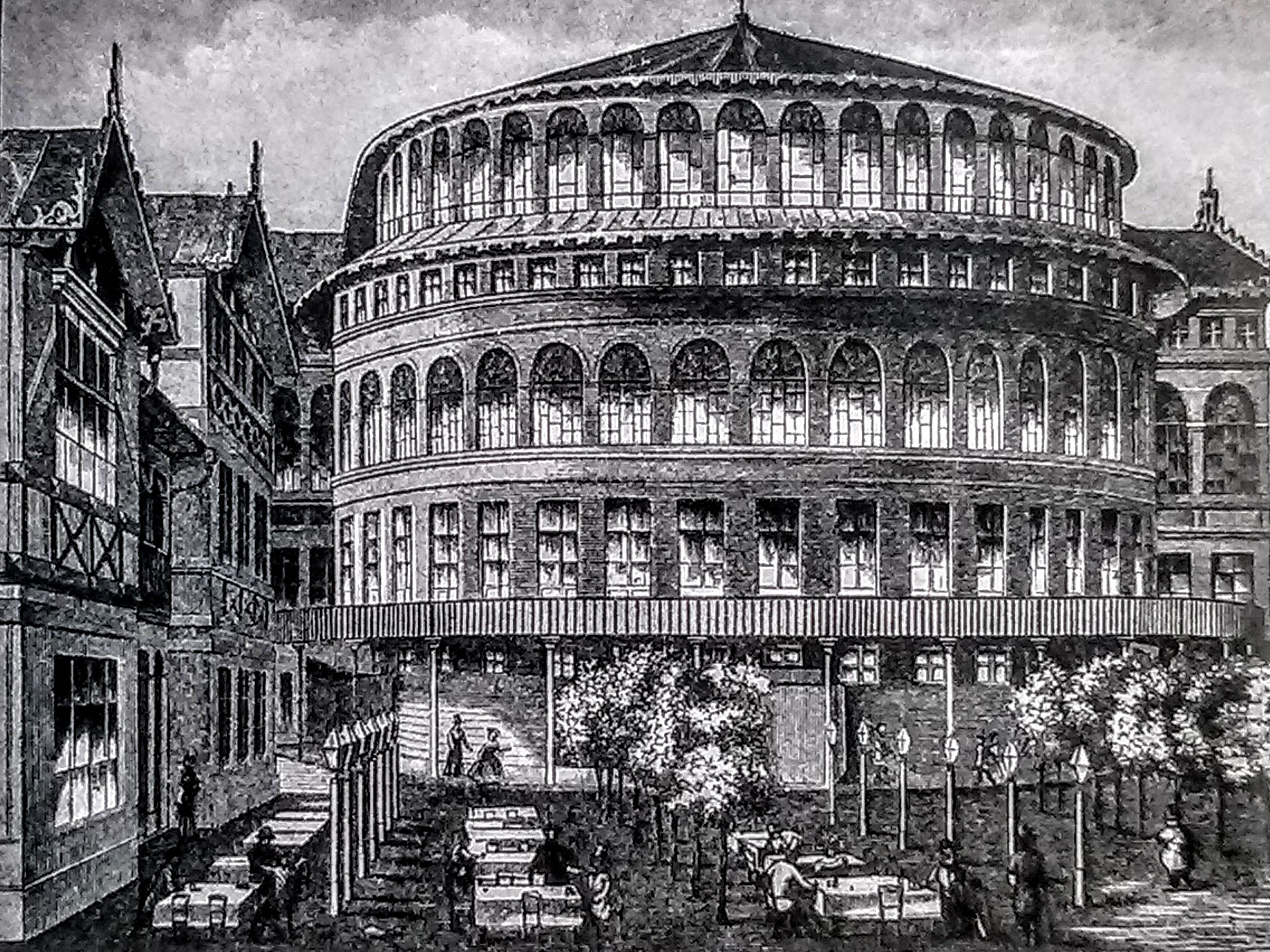
Novoměstské divadlo (1858)
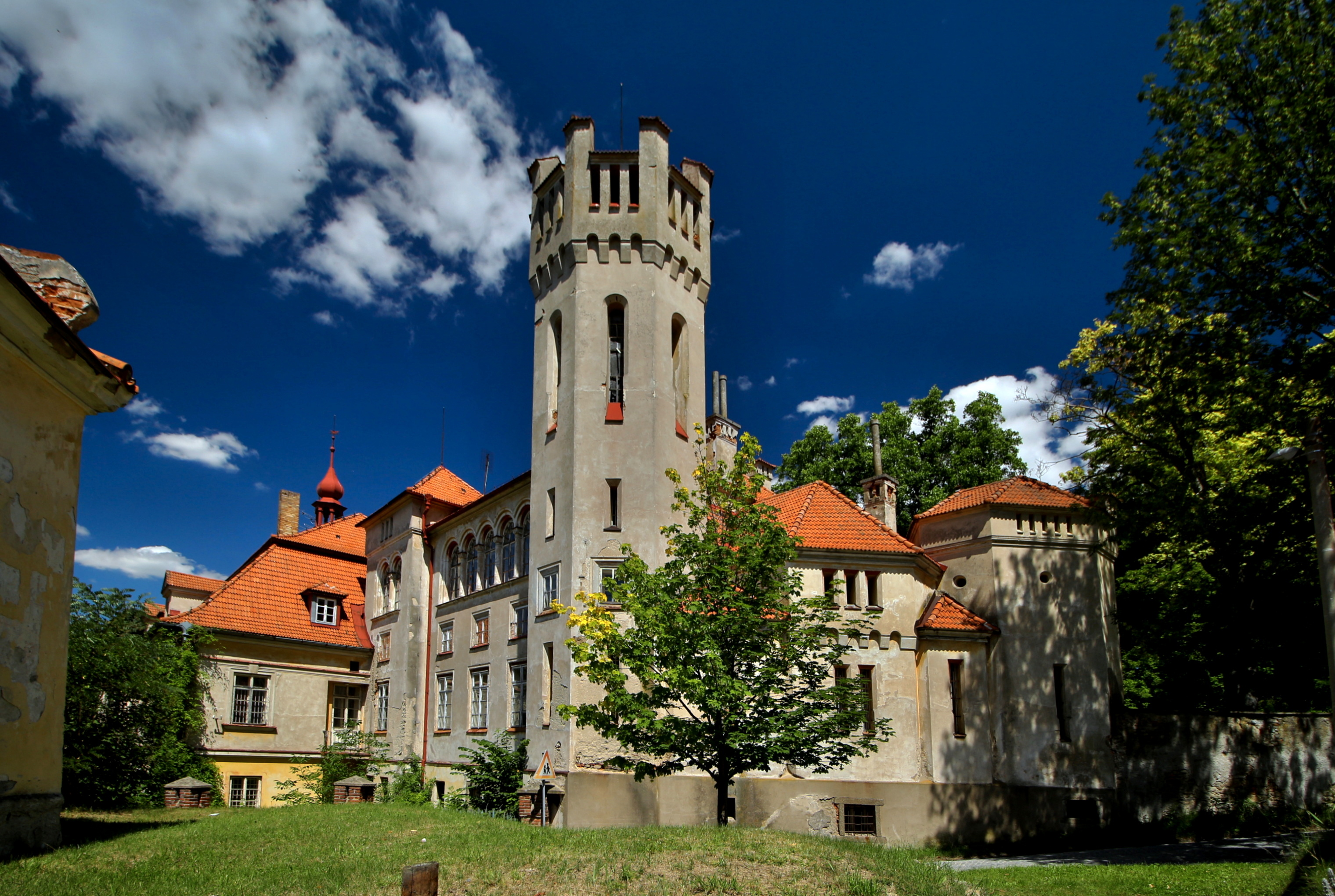
Zámek Jetřichovice (1859)
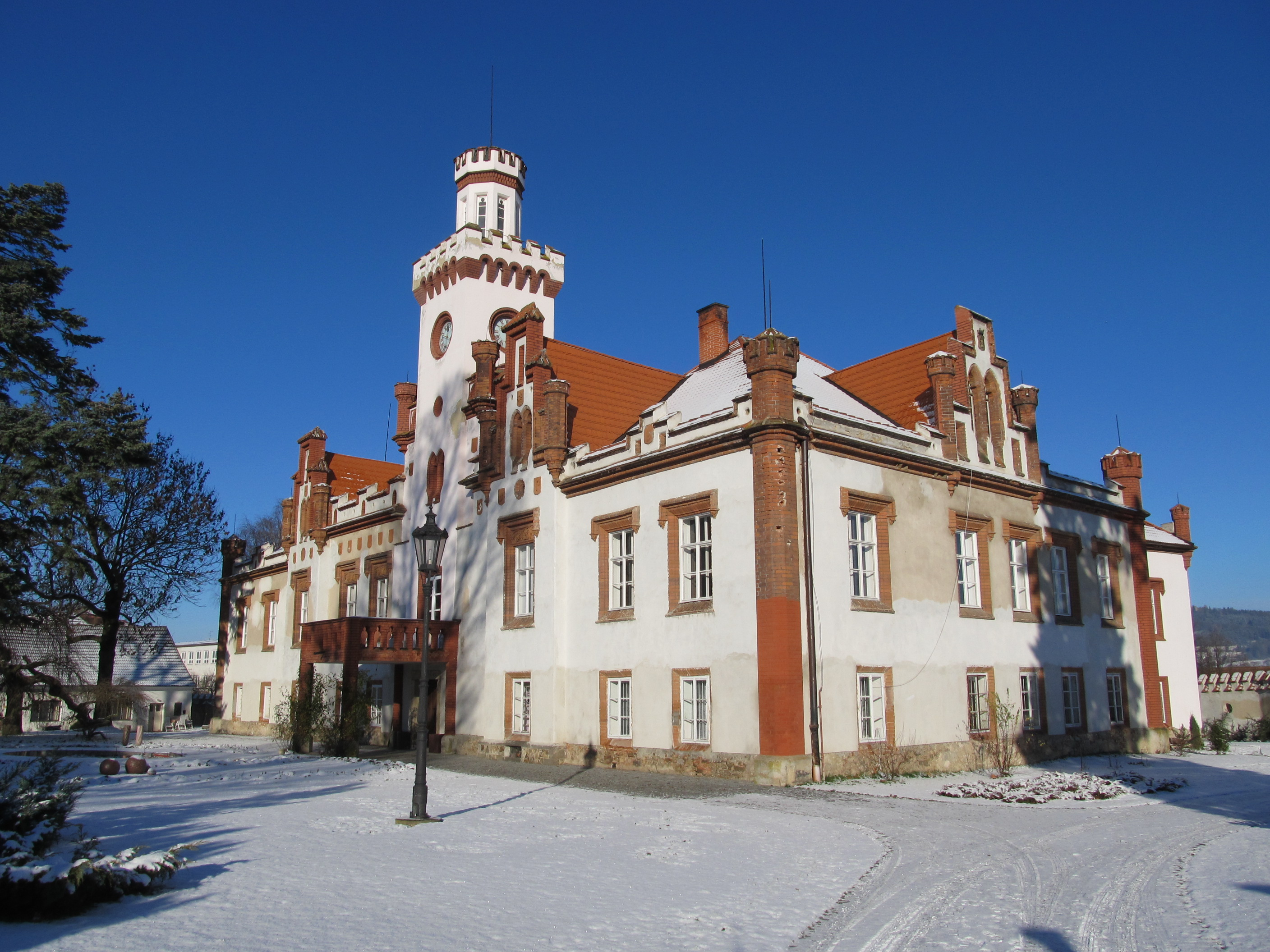
Zámek Dub (1860)
Interiér Španělské synagogy v Praze (1868)
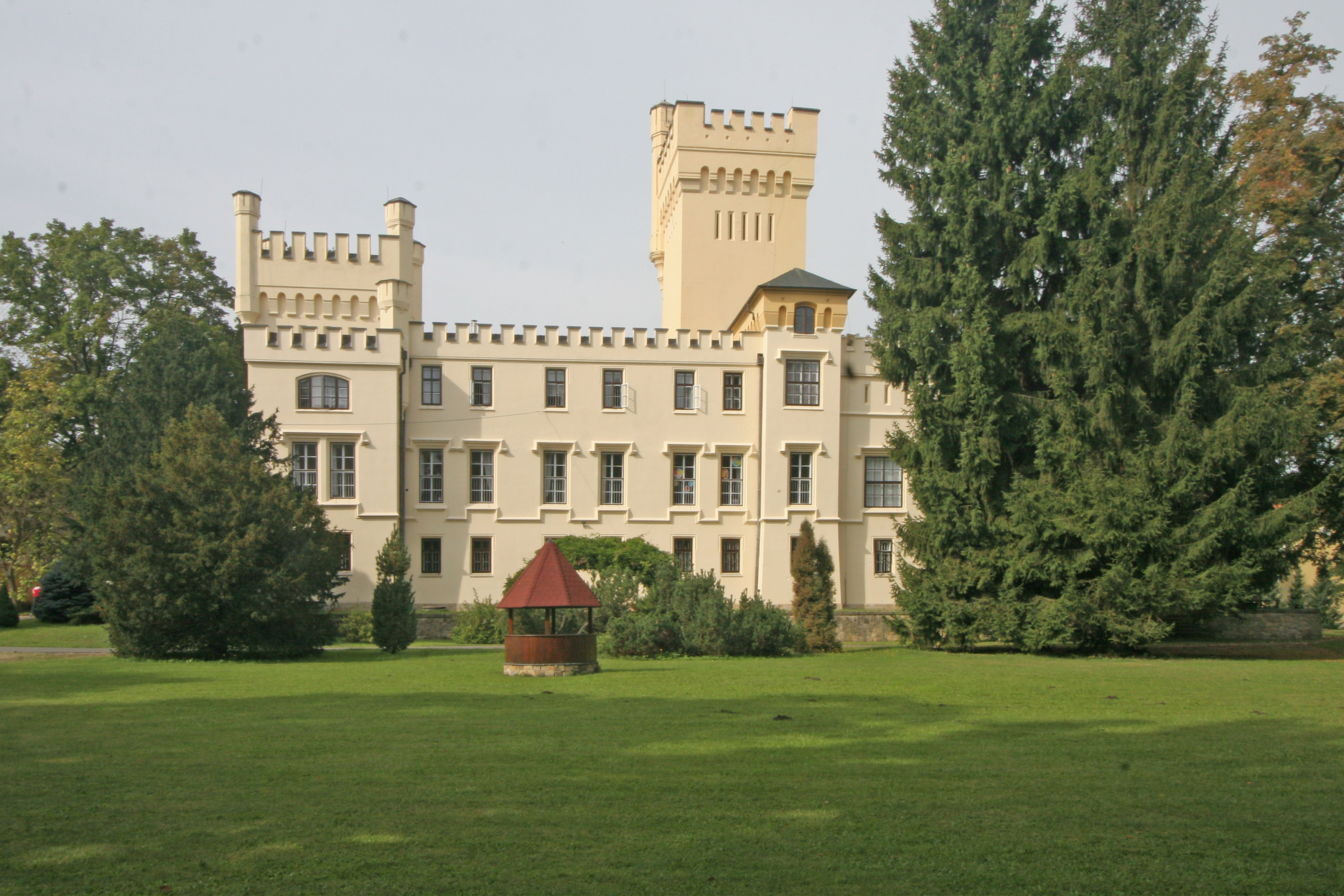
Zámek Skřivany (1868)
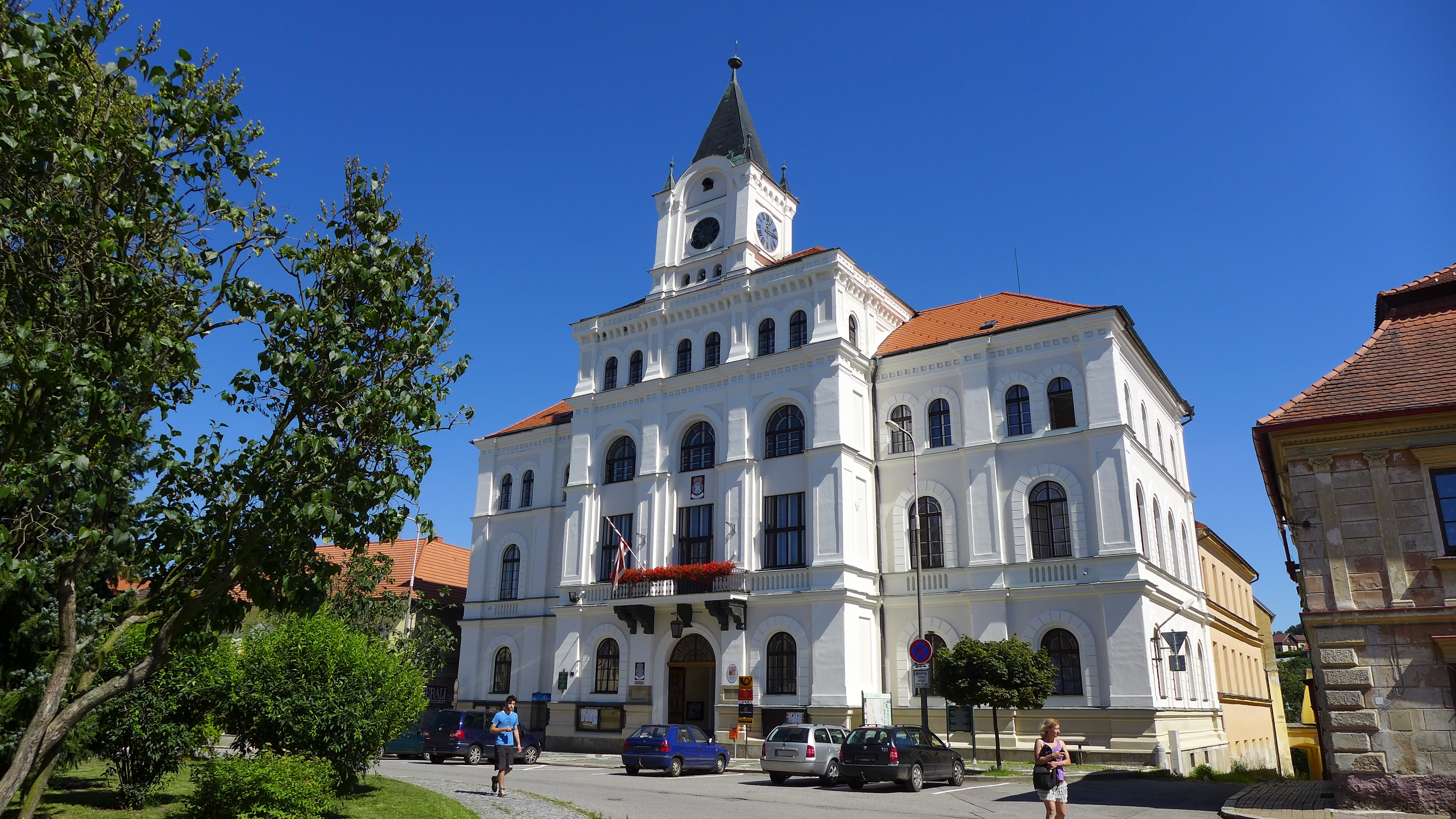
Radnice v Netolicích (1869)
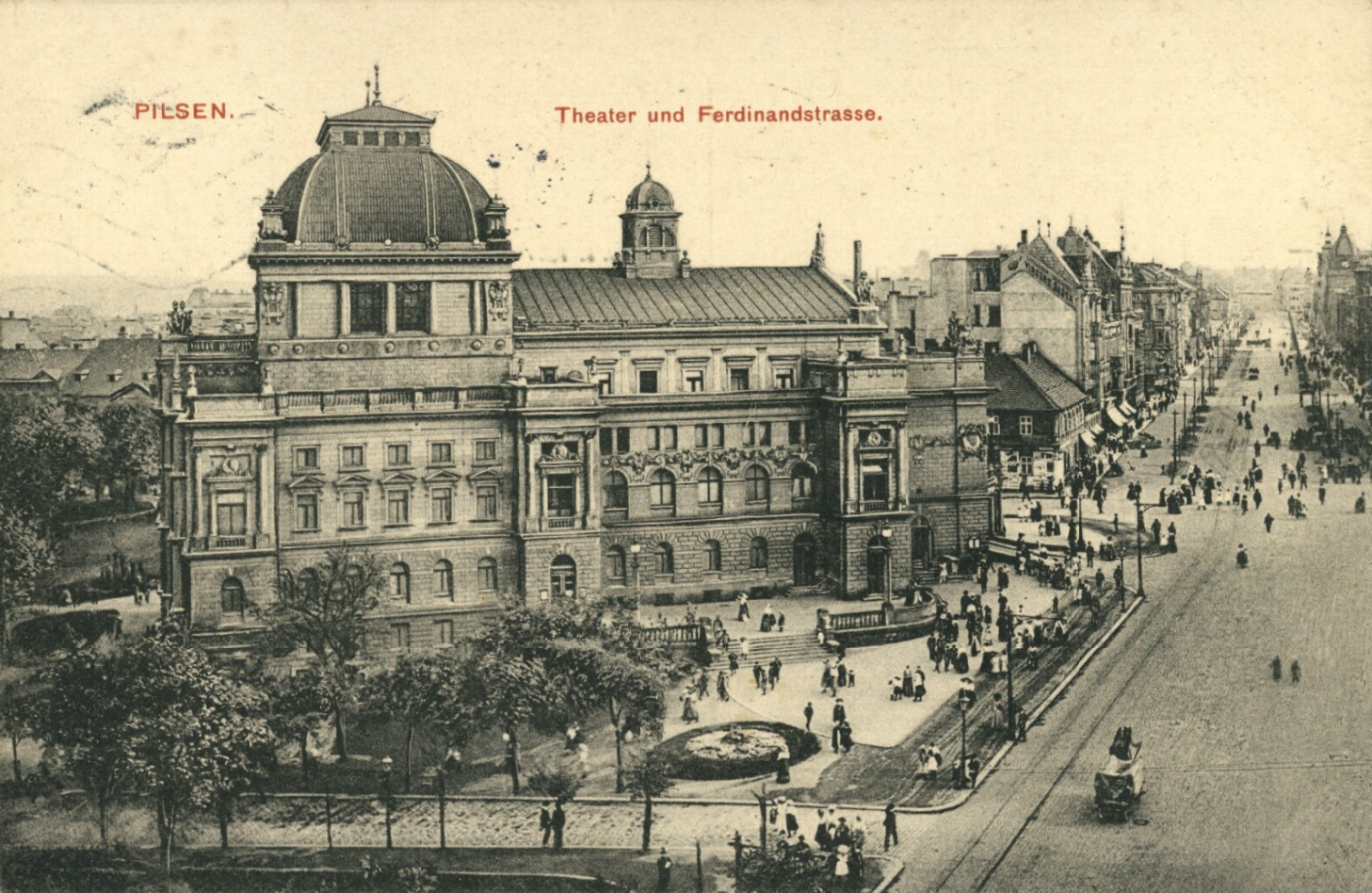
Německé divadlo v Plzni (1869)
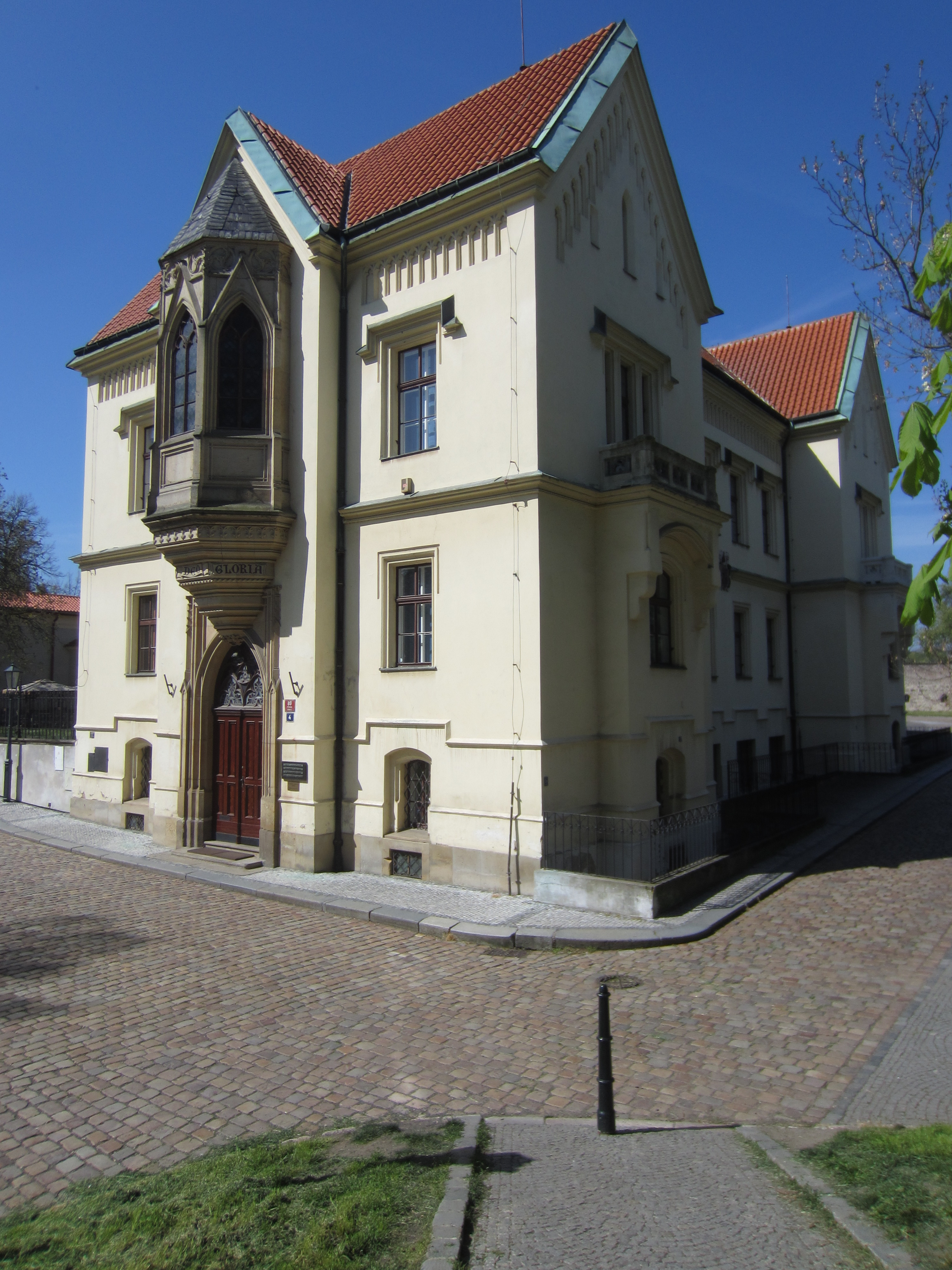
Nové proboštství (1874)
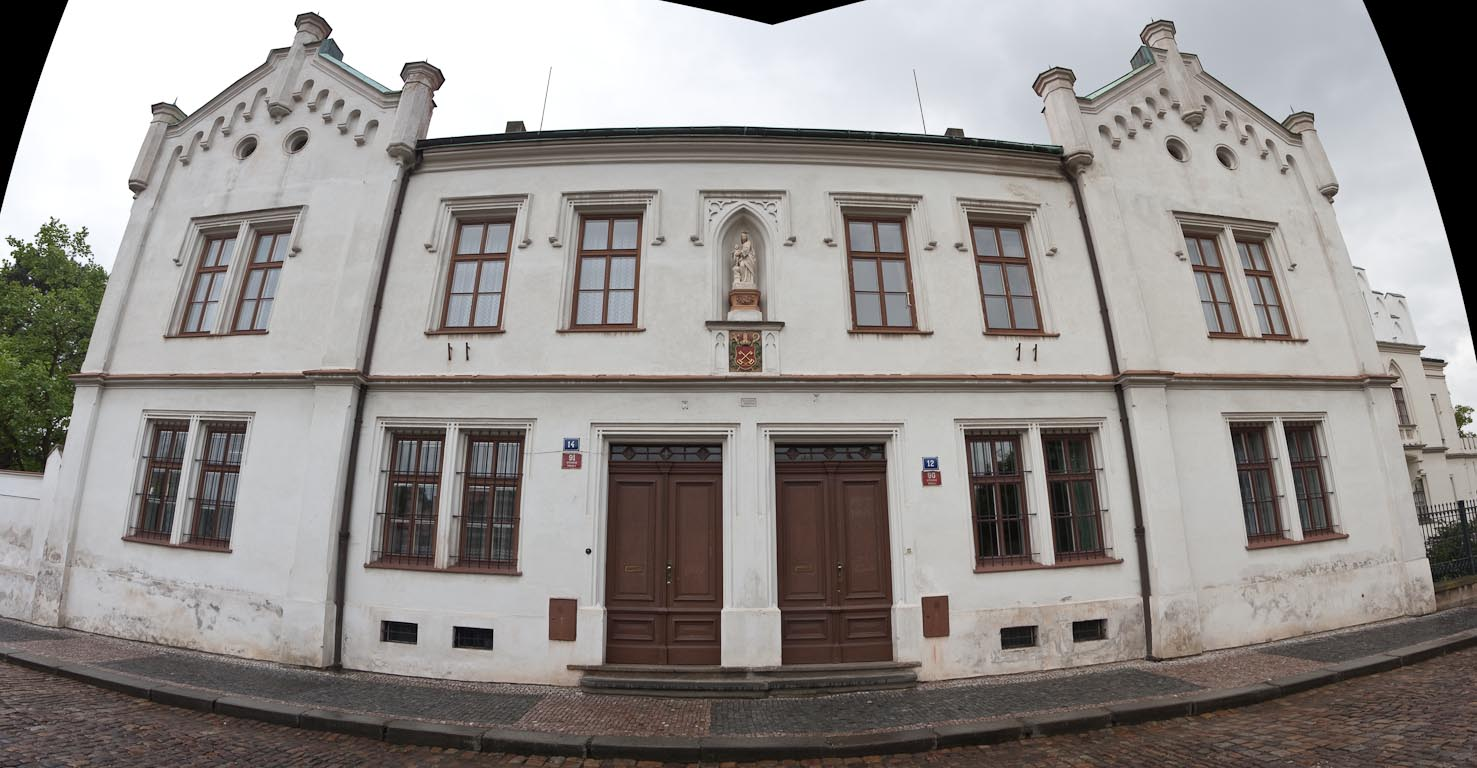
Kanovnická rezidence (1874)